# 파울로 다 실바
파울로 세사르 다 실바 바리오스(스페인어: Paulo César da Silva Barrios, 1980년 2월 1일, 아순시온 ~)는 파라과이의 축구 선수로 현재 도세 데 옥투브레에서 수비수로 활동하고 있다.
파올로 다 실바는 레알 사라고사에서 뛰기 이전 파라과이의 아틀란티다 SC (Atlántida Sport Club), 세로 포테뇨, 클럽 리베르타드, 이탈리아의 페루자 칼초, FBC 우니오네 베네치아, 누오바 코센차 칼초 (Nuova Cosenza Calcio), 아르헨티나의 CA 라누스, 멕시코의 데포르티보 톨루카 FC, 잉글랜드의 선덜랜드 AFC 등 다양한 클럽에서 활동한 경력이 있다. 1997년과 1999년에는 두 차례 FIFA 세계 청소년 축구 선수권 대회 대표로 뛴 바 있으며, 2000년 파라과이 축구 국가대표팀에 처음으로 발탁된 이후 2006년 FIFA 월드컵, 2007년 코파 아메리카, 2010년 FIFA 월드컵, 2011년 코파 아메리카 대표로 활동하였다. 2000년부터 파라과이 대표팀 경기에서 116경기에 출전해 2골을 넣었다.

## 같이 보기
- A매치 100경기 이상 출전한 축구 선수 명단